# Chư Rcăm
Chư Rcăm là một xã thuộc huyện Krông Pa, tỉnh Gia Lai, Việt Nam.
Xã Chư Rcăm có diện tích 204,78 km², dân số năm 2000 là 4.018 người, mật độ dân số đạt 20 người/km².